# Tito Annio Milón
Tito Annio Milón (Lanuvio, ca. 95 a. C.-Compsa, 48 a. C.) fue un político y agitador romano de la etapa final de la República. Era hijo de Cayo Papio Celso, pero fue adoptado por su abuelo materno, Tito Annio.

## Vida
Se unió al partido pompeyano organizando bandas de mercenarios y gladiadores que apoyaran su causa mediante la violencia pública frente a Clodio, quien brindó un apoyo similar a la causa popular. Milón fue nombrado tribuno de la plebe en 57 a. C., destacando por su adhesión al regreso de Cicerón tras su exilio en Macedonia, frente a la oposición de Clodio.
En el año 54 a. C. fue nombrado pretor y contrajo matrimonio con Fausta Cornelia, hija de Sila, y exesposa de Cayo Memio. Al año siguiente, mientras Milón era candidato al consulado y Clodio optaba al cargo de pretor, ambas figuras se encontraron por accidente en la via Appia, cerca de Bovillae. En el encuentro resultó muerto Clodio (18 de enero de 52 a. C.). Milón fue acusado de la muerte del líder popular. Siendo su culpa evidente, sus enemigos recurrieron a toda clase de intimidaciones contra jueces y partidarios, hasta el punto de que Cicerón tuvo miedo de hablar en su favor, si bien redactó un discurso, Pro Milone, para defender a Milón.
Milón fue finalmente desterrado, exiliándose en Massalia, y sus propiedades vendidas en subasta. A su retorno a Roma, se opuso al paulatino ascenso de Julio César, de forma que se unió a Marco Celio Rufo en el año 48 a. C. en una revuelta contra César. Fue capturado y ejecutado en Compsa, cerca de Turios, en la Lucania.